# Хорайн, Джордж
Джордж Лесли Хорайн (англ. George Leslie Horine; 3 февраля 1890 — 28 ноября 1948) — американский легкоатлет, призёр Олимпийских игр, экс-рекордсмен мира по прыжкам в высоту.
Джордж Хорайн родился в 1890 году в Эскондидо, округ Сан-Диего штата Калифорния. Тренируясь на заднем дворе своего дома, он разработал собственный способ прыжков в высоту. В 1912 году на Олимпийских играх в Стокгольме во время предварительных состязаний он установил мировой рекорд, став первым в истории человеком преодолевшим планку на высоте в 2 м, однако в итоге завоевал лишь бронзовую медаль. Также он принял участие в показательных соревнованиях по бейсболу.